# الیگاتوران
الیگاتوران (به لاتین: Alligatoridae) نام یک خانواده از راسته تمساح‌سانان است.

## آرایه‌شناسی

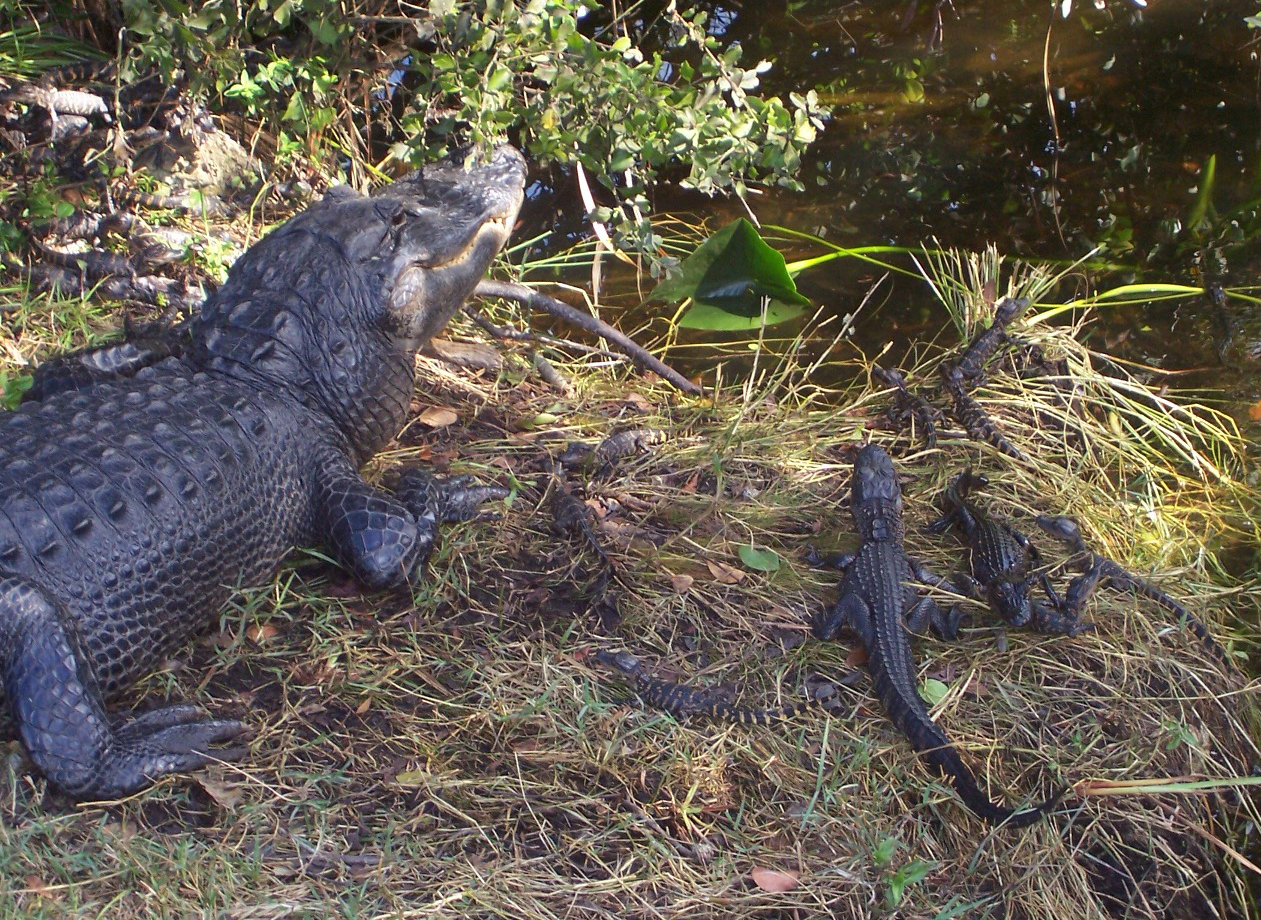
لانه یک الیگاتور در پارک ملی اورگلیدز, فلوریدا، ایالات متحده آمریکا.

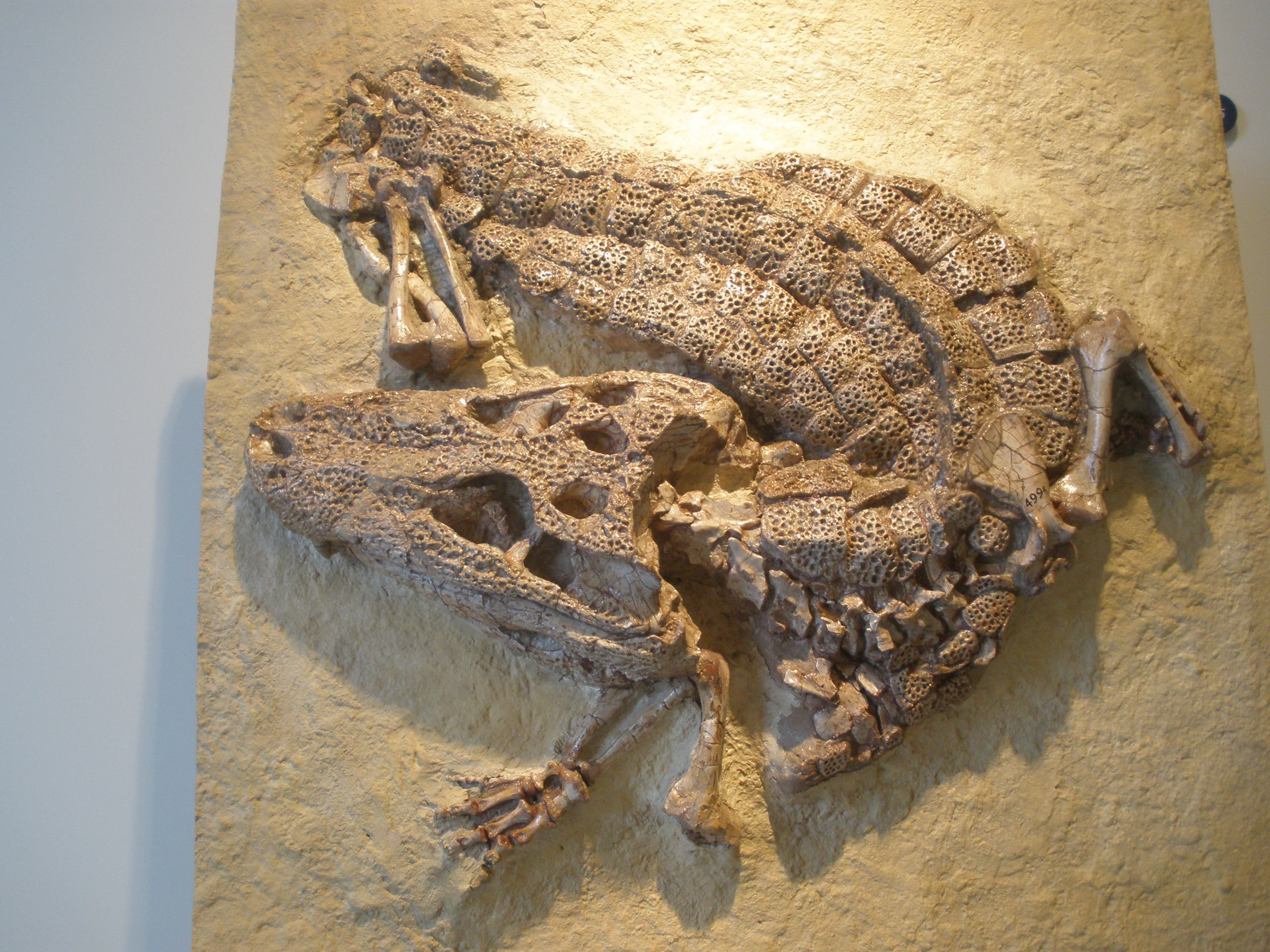
فسیل Alligator prenasalis

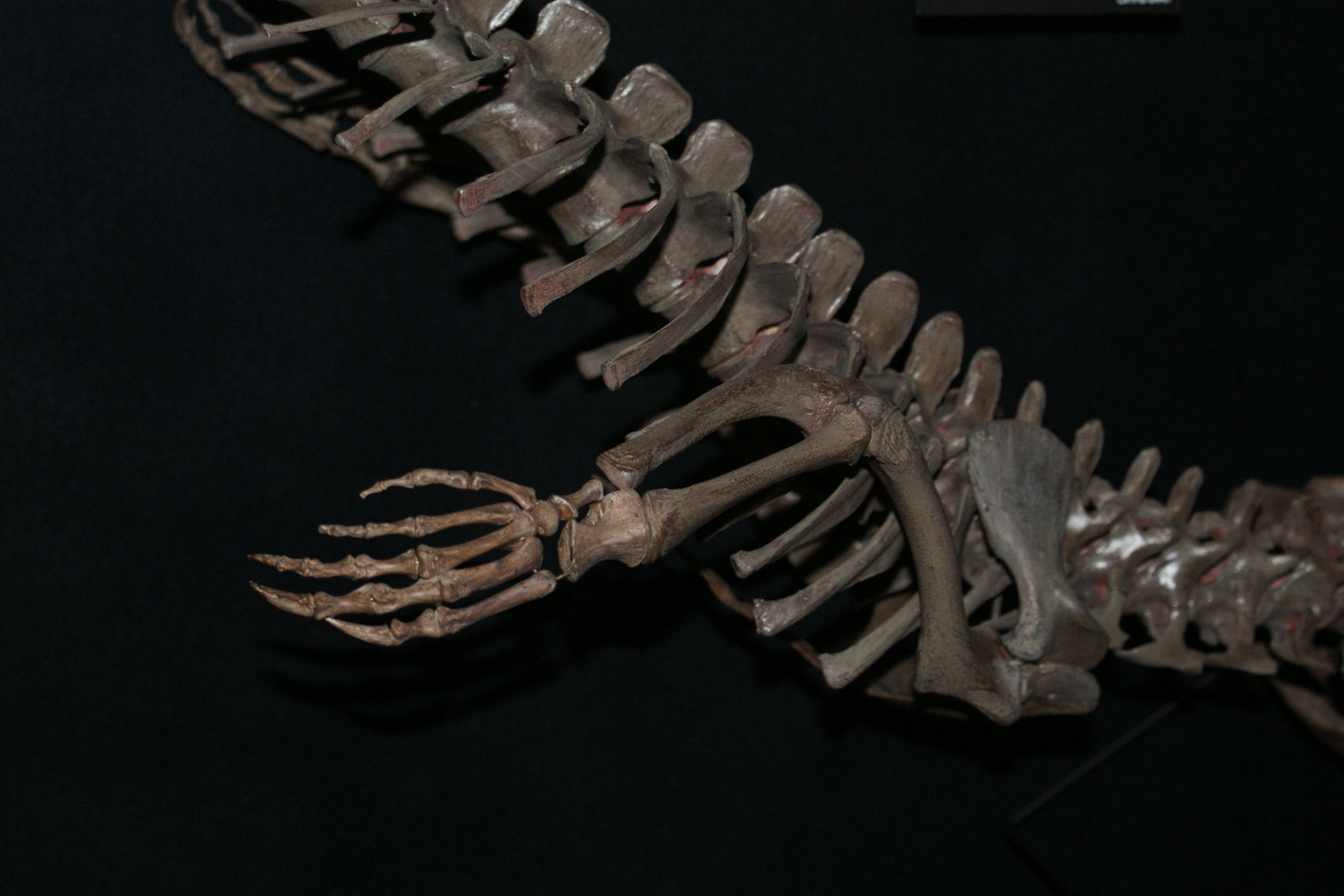
پای جلویی Alligator olseni

- بالاخانواده الیگاتورواران Alligatoroidea
  - خانواده الیگاتوران
    - زیرخانواده الیگاتوریان
      - سرده Albertochampsa (منقرض‌شده)
      - سرده Chrysochampsa (منقرض‌شده)
      - سرده Hassiacosuchus (منقرض‌شده)
      - سرده Navajosuchus (منقرض‌شده)
      - سرده Ceratosuchus (منقرض‌شده)
      - سرده Allognathosuchus (منقرض‌شده)
      - سرده  Hispanochampsa  (منقرض‌شده)
      - سرده Arambourgia (منقرض‌شده)
      - سرده Procaimanoidea (منقرض‌شده)
      - سرده Wannaganosuchus (منقرض‌شده)
      - سرده Krabisuchus (منقرض‌شده)
      - سرده  Eoalligator  (منقرض‌شده)
      - سرده الیگاتور
        - Alligator prenasalis (منقرض‌شده)
        - Alligator mcgrewi (منقرض‌شده)
        - Alligator olseni (منقرض‌شده)
        - الیگاتور چینی، Alligator sinensis 
        - Alligator mefferdi (منقرض‌شده)
        - الیگاتور آمریکایی، Alligator mississippiensis

    - زیرخانواده کیمن
      - سرده Necrosuchus (منقرض‌شده)
      - سرده Eocaiman (منقرض‌شده)
      - سرده دیرینه‌سوسمار
        - Cuvier's dwarf caiman, Paleosuchus palpebrosus
        - Smooth-fronted caiman, Paleosuchus trigonatus

      - سرده پوروسوروس (منقرض‌شده)
      - سرده Mourasuchus (منقرض‌شده)
      - سرده Orthogenysuchus (منقرض‌شده)
      - سرده کیمن (سرده)
        - Yacare caiman, Caiman yacare
        - Spectacled caiman, Caiman crocodilus 
          - Rio Apaporis caiman, C. c. apaporiensis 
          - Brown caiman, C. c. fuscus

        - کیمن (منقرض‌شده)
        - Caiman sorontans (منقرض‌شده) - احتمالاً یک 'nomen nudum'
        - کیمن پوزه‌پهن، Caiman latirostris 

      - سرده کیمن سیاه
        -  Melanosuchus fisheri  (منقرض‌شده)
        - کیمن سیاه، Melanosuchus niger